# Wiktor Nanowski

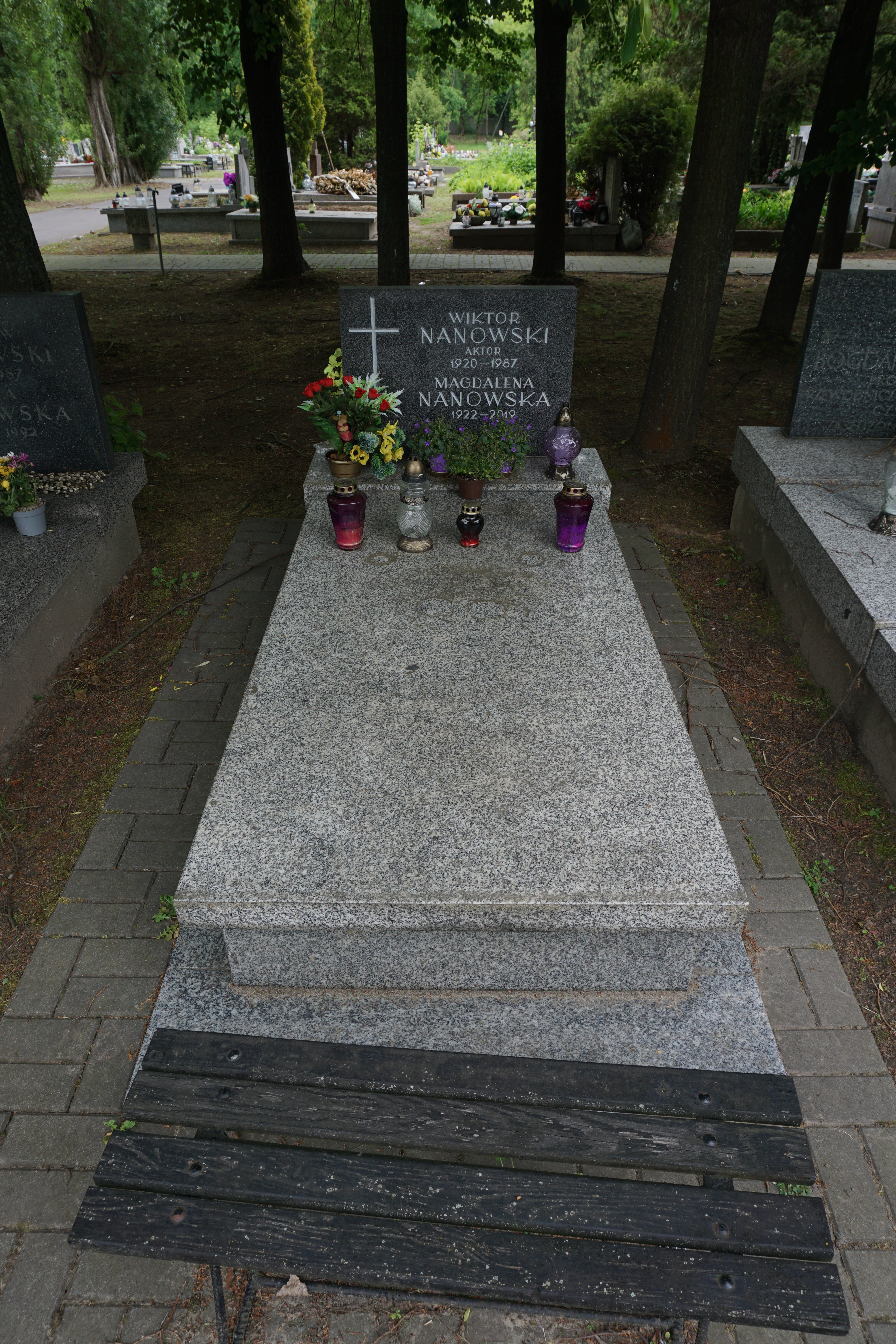
Grób Wiktora Nanowskiego na cmentarzu Komunalnym Północnym

Wiktor Nanowski (ur. 20 listopada 1920 w Kijowie, zm. 8 lutego 1987 w Otwocku) – polski aktor, teatralny, filmowy i telewizyjny.

## Życiorys
Urodził się 20 listopada 1920 w Kijowie, ówcześnie znajdującego się na terenie Ukraińskiej SRR. Od 1935 uczęszczał do studia baletowego przy Teatrze Opery i Baletu im. Tarasa Szewczenki w Kijowie, w 1939 wstąpił do miejscowej szkoły dramatycznej. W czasie II wojny światowej służył w Armii Czerwonej. Po zakończeniu wojny był słuchaczem Szkoły Dramatycznej Janusza Strachockiego w Warszawie. W 1953, w Krakowie zdał aktorski egzamin eksternistyczny.
W latach 1945–1947 należał do Zespołu Pieśni i Tańca Centralnego Domu Żołnierza w Warszawie. W latach 1947–1949 występował na deskach Teatru im. Stefana Jaracza w Olsztynie, a następnie na scenach warszawskich: Teatru Nowego (1949–1950), Teatru Domu Wojska Polskiego (1950–1957) oraz Teatru Polskiego (1957–1980).
Występował również w Teatrze Telewizji, m.in. w spektaklach: Martwe dusze Nikołaja Gogola w reż. Zygmunta Hübnera (1966), Odprawa posłów greckich Jana Kochanowskiego w reż. Ludwika René (1966), Późna miłość według „Cichego Donu” Michaiła Szołochowa w reż. Stanisława Wohla (1971), Kordian i cham według Leona Kruczkowskiego w reż. Jana Bratkowskiego (1972), Kariera Artura Ui Bertolta Brechta w reż. Jerzego Gruzy (1973), Babbitt Sinclaira Lewisa w reż. Henryka Kluby (1975) oraz w Napadzie Janusza Dymka i Feliksa Falka (1975), Horsztyńskim Juliusza Słowackiego w reż. Ignacego Gogolewskiego (1975), Panu Jowialskim Aleksandra Fredry w reż. Olgi Lipińskiej (1976) i w Letnikach Maksima Gorkiego w reż. Lidii Zamkow jako Koropiłkin (1977).
Spoczywa na Cmentarzu Komunalnym Północnym na Wólce Węglowej (kwatera E-XVII-1-3-4).

## Filmografia
- Gromada (1951) – towarzysz Bryła, sekretarz powiatowy partii
- Żołnierz zwycięstwa (1953) – oficer radziecki
- Uczta Baltazara (1954) – strażnik w budowanej fabryce penicyliny
- Pożegnanie z diabłem (1956) – sędzia śledczy
- Zagubione uczucia (1957) – Stańczak, były mąż Zofii
- Rok pierwszy (1960) – Piotrowski, chłop
- Jak być kochaną (1962) – Hans, Niemiec rozmawiający w kawiarni z Petersem
- Rodzina Milcarków (1962) – porucznik
- Wiano (1963) – sprzedający bilety na zabawę
- Barbara i Jan (serial telewizyjny) (1964) – milicjant aresztujący prowadzących kasyno (odc. 7. Willa na przedmieściu)
- Barwy walki (1964) – dowódca oddziału rosyjskiego
- Życie raz jeszcze (1964) – znajomy Rydza
- Bokser (1966) – trener rosyjskich bokserów
- Klub szachistów (1967) – członek klubu
- Stawka większa niż życie (serial telewizyjny) (1967) – oficer radziecki przesłuchujący Klossa (odc. 1. Wiem, kim jesteś)
- Pierścień księżnej Anny (1970) – „kupiec” u Krzyżaków
- Nie lubię poniedziałku (1971) – mężczyzna na lotnisku czekający na Francuza
- Wielka miłość Balzaka (serial telewizyjny) (1973) – lokaj Guidoni-Viscontich (odc. 4. Komedia ludzka)
- Noce i dnie (1975) – Klimecki, furman w Serbinowie
- 07 zgłoś się (serial telewizyjny) (1976) – komendant posterunku MO w miejscowości Sucheckiego (odc. 4. 300 tysięcy w nowych banknotach)
- Dagny (1976) – ksiądz na pogrzebie Koraba-Brzozowskiego
- Polskie drogi (serial telewizyjny) (1976) – kolejarz (odc. 2. Obywatele GG)
- Lalka (serial telewizyjny) (1977) – bankier na zebraniu u księcia (odc. 3. Wielkopańskie zabawy)
- Pokój z widokiem na morze (1977) – sierżant
- Sprawa Gorgonowej (1977) – nadkomisarz Frankiewicz
- Śmierć prezydenta (1977) – Edward Okuń, wiceprezes „Zachęty”
- Na własną prośbę (1979) – uczestnik zebrania
- Tajemnica Enigmy (serial telewizyjny) (1979) – naczelnik urzędu pocztowego (odc. 1. Marsz w historię)
- Wiśnie (film)Wiśnie (1979) – ksiądz proboszcz
- Dom (serial telewizyjny) (1980) – członek komisji lokalowej (odc. 3. Warkocze naszych dziewcząt będą białe)
- Królowa Bona (serial telewizyjny) (1980) – Jerzy Radziwiłł, kasztelan wileński, hetman wielki litewski, ojciec Barbary Radziwiłłówny (odc. 2. i 4.)
- Polonia Restituta (1980) – biskup Henryk Przeździecki, członek Tymczasowej Rady Stanu
- Powstanie Listopadowe. 1830–1831 (1980) – Jan Jezierski
- Zamach stanu (1980) – świadek oskarżenia w procesie brzeskim
- Najdłuższa wojna nowoczesnej Europy (serial telewizyjny) (1981) – Milchen, rządca w Poturzycach (odc. 9. Ausrotten)
- Cień już niedaleko (1984) – inwalida, znajomy z komisji lekarskiej
- Tulipan (serial telewizyjny) (1986) – ojciec Marzeny (odc. 3.)
- Komediantka (serial telewizyjny) (1987) – wielbiciel Nicoletty

## Odznaczenia i wyróżnienia
- Krzyż Kawalerski Orderu Odrodzenia Polski (1976)
- Złoty Krzyż Zasługi (1957)
- Srebrny Krzyż Zasługi (1945)
- Odznaka Zasłużony Działacz Kultury (1976)
- Zasłużony dla Teatru Polskiego w Warszawie (1976)